# Neomochtherus flavicornis
Neomochtherus flavicornis är en tvåvingeart som först beskrevs av Johannes Friedrich Ruthe 1831.  Neomochtherus flavicornis ingår i släktet Neomochtherus och familjen rovflugor. Inga underarter finns listade i Catalogue of Life.